# Grüner Heiner
Der Grüne Heiner ist ein Schuttberg auf der Gemarkungsgrenze zwischen Stuttgart-Weilimdorf und Korntal-Münchingen. Er steht an der A 81 westlich von Korntal, sein Gipfel liegt auf 397,3 m ü. NHN und überragt das unmittelbar umgebende Terrain um 80 bis 90 Meter. Die 1999 auf dem Berg erbaute und 2000 ins Netz gegangene Windkraftanlage gilt heute als Wahrzeichen von Stuttgart-Weilimdorf.
Eine metallene Aussichtsplattform auf der Bergkuppe bietet bei günstiger Witterung Sicht auf die nahe gelegene Solitude (5 km) und bis zum Sender Mühlacker (22 km) und zum Heuchelberg (33 km).

## Geschichte
Der Hügel wurde in den 1950er-Jahren vor allem mit großen Mengen von Bauschutt künstlich aufgeschüttet. Die so entstandene neue Erhebung wurde von der Bevölkerung zunächst Heiner genannt und nach kurzer Zeit Ziel von Ausflügen. Nachdem er mit Gras und anderer Vegetation überwachsen war, erhielt der neue Kegelberg nach seinem gefälligeren Erscheinungsbild den neuen Spitznamen Grüner Heiner. Seine Popularität verdankt er insbesondere dem bei klarem Wetter guten Fernblick.

## Nutzung

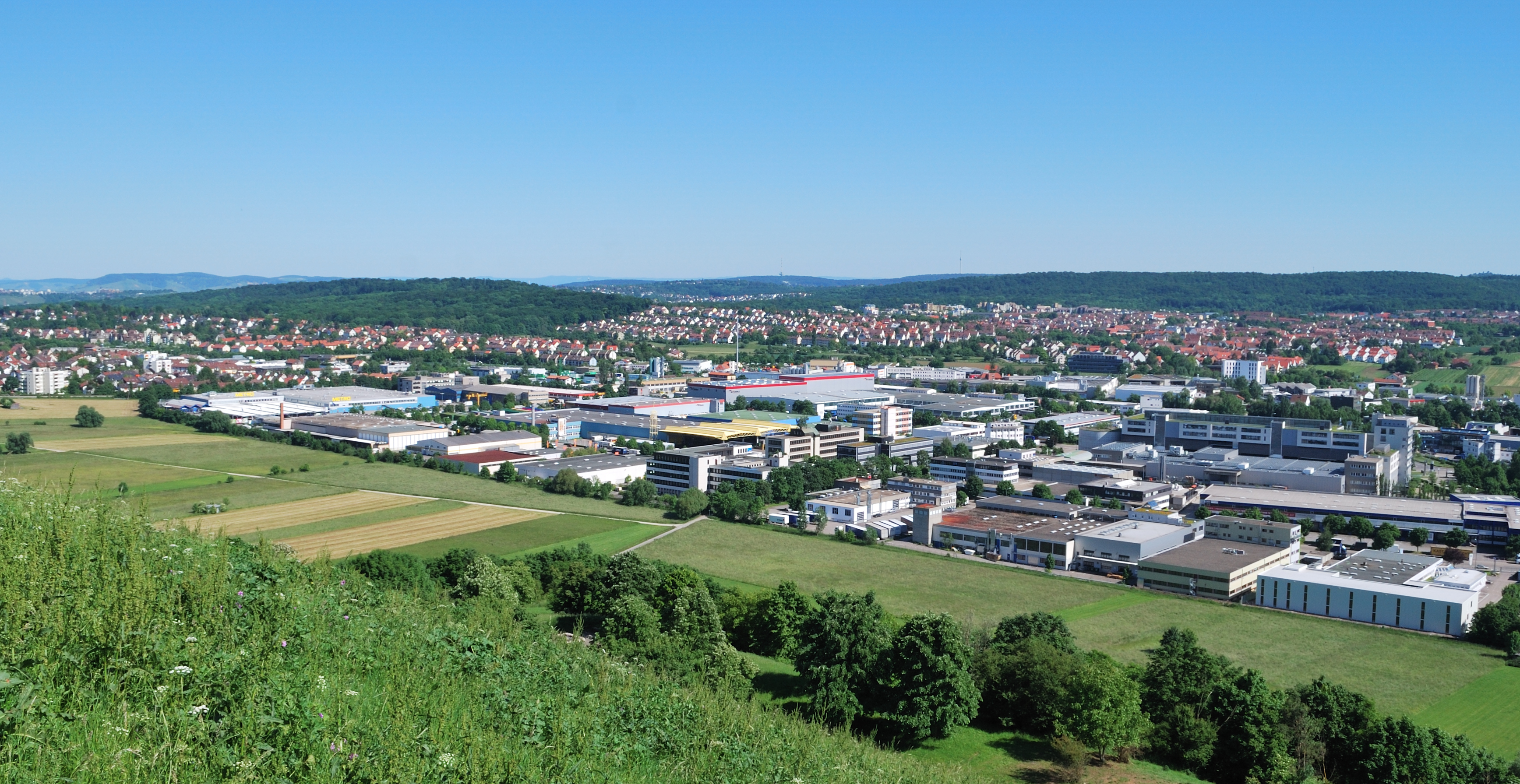
Blick vom Grünen Heiner auf das Industriegebiet Stuttgart-Weilimdorf

Der Grüne Heiner ist heute Naherholungsgebiet. Drachen- und Modellflieger lassen hier ihre Fluggeräte aufsteigen und schätzen seine stets sicheren Windverhältnisse.
Im Jahre 1994 wurde die Stadt Stuttgart auf die große Windhöffigkeit der Kuppe aufmerksam; im Jahresmittel beträgt die Windgeschwindigkeit hier etwa 5,7 m/s, ein für die Region sehr hoher Wert. So entstand die Idee, das Windaufkommen zur umweltfreundlichen Erzeugung von elektrischer Energie zu nutzen. Nach Erfüllung diverser Auflagen der zuständigen Behörden begann ab Ende Oktober 1999 die eigens dazu gegründete Firma Gedea Windkraft Grüner Heiner KG mit dem Bau einer Windenergieanlage. Am 16. März 2000 speiste man zum ersten Mal Strom ins öffentliche Netz ein.
Die Windkraftanlage hat eine Nennleistung von 500 kW und erzeugt übers Jahr etwa 767 MWh an elektrischer Energie, leistet also 87 kW im Durchschnitt was dem Verbrauch von ca. 200 Haushalten entspricht. Bestes Jahr war bisher 2007 mit 818 MWh, 2014 betrug der Ertrag nur 482 MWh. Bis zum 6. Januar 2008 wurden in 50.500 Betriebsstunden 5369 MWh erzeugt, bis Ende 2020 waren es 13.122 MWh.
Spätestens nach der Installation der Windkraftanlage ist der Grüne Heiner zu einem Wahrzeichen von Stuttgart-Weilimdorf und Umgebung geworden.
2020 drohte die dauerhafte Stilllegung und der Abbau der Windkraftanlage aufgrund der nach 20 Jahren auslaufenden Betriebsgenehmigung. Ein TÜV-Gutachten attestierte Anfang 2021, dass die Nutzung der Anlage für weitere acht Jahre freigegeben werden kann. Seither ist sie wieder in Betrieb.
Im November 2022 beschlossen der Betreiber und die Stadt Stuttgart, bis 2027 ein für diesen Baugrund maximal großes Windrad zu errichten. Die Gesamthöhe wird 180 m gegenüber der bisherigen 70 m betragen, die Leistung wird von 500–600 kW auf 4,2 MW steigen.

## Windkraftanlage
| Anlagentyp           | Enercon E40 |
| Merkmale             | Dreiblattrotor aus GFK mit aktiver Blattverstellung (Pitchregelung); aktive Windnachführung über Azimutantrieb; Ringgenerator ohne Getriebe; Netzparallelbetrieb, 50 Hz |
| Turmhöhe             | 44 m |
| Nabenhöhe            | 46 m |
| Rotordurchmesser     | 40 m (Blattlänge 18,9 m) |
| Rotorfläche          | 1.275 Quadratmeter |
| Gewichte             | pro Blatt 1 t; Rotor mit Nabe 13,6 t; Gondel 12,9 t; Turm 32 t; gesamt etwa 116,5 t                                                                                     |
| Drehzahl             | 18 bis 38/min |
| Schallleistungspegel | 98,3 dB (A) nach DEWI |
| Elektrische Leistung | 500 kW Nennleistung; Netzkopplung ab 2,0 m/s (7,2 km/h) Windgeschwindigkeit                                                                                             |
| Jahresertrag         | 767.000 kWh (errechnet), 633.000 kWh (tatsächlich, 2001–2020) |
| Investitionsvolumen  | 613.000 Euro (1,2 Millionen DM) |
| Betreiber            | Gedea Windkraft Grüner Heiner KG |

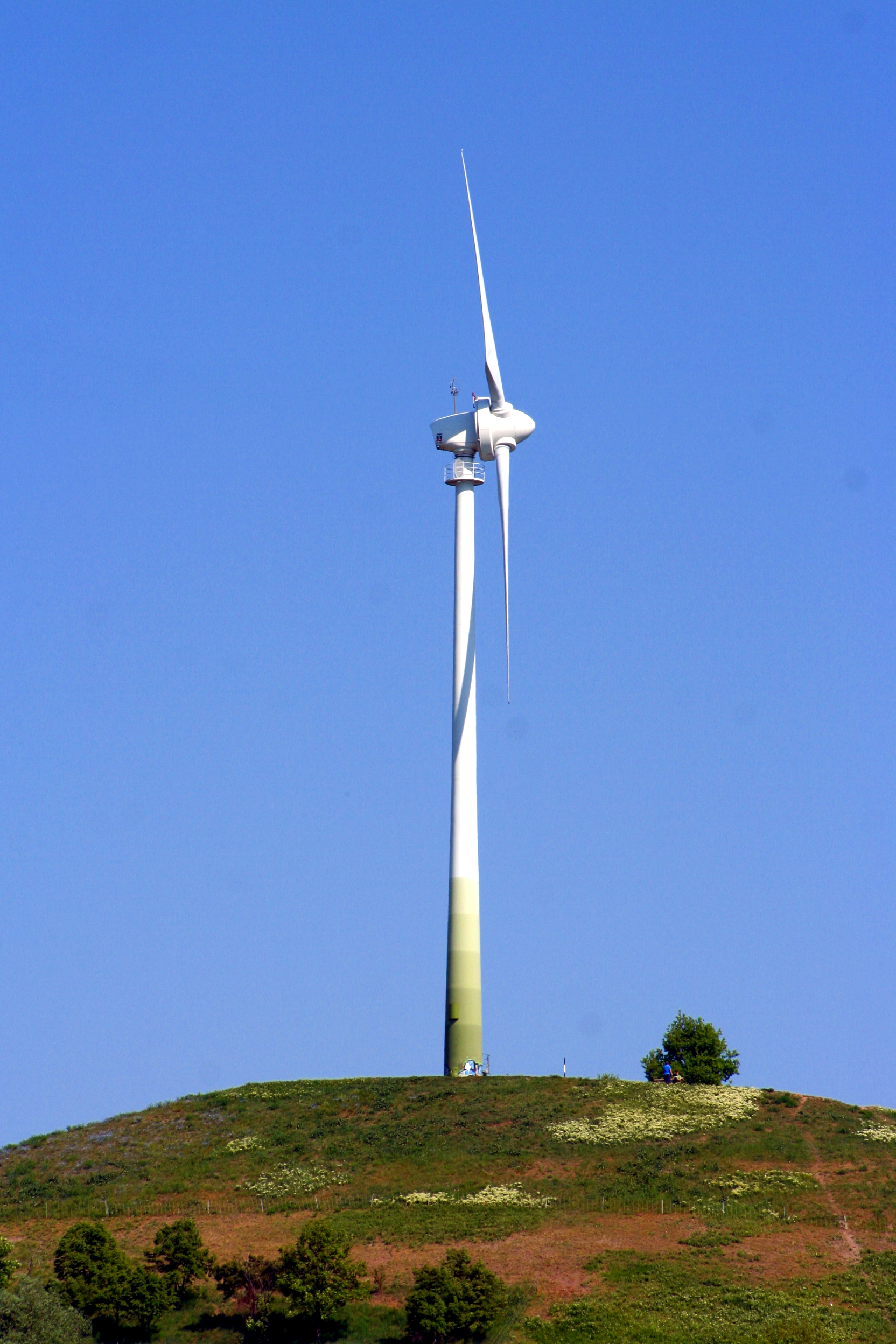
Seitenansicht der Windkraftanlage
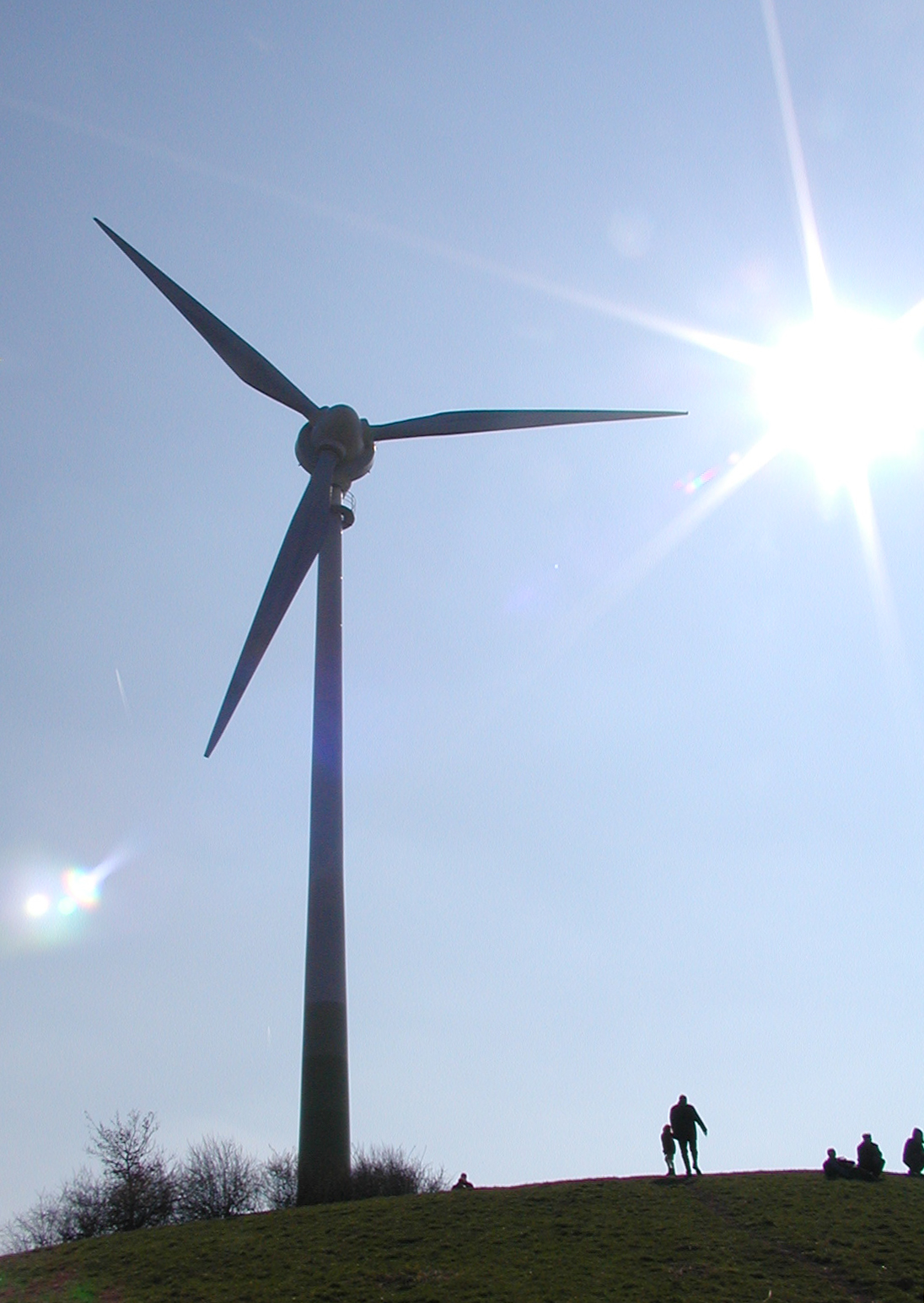
Windkraftanlage im Gegenlicht
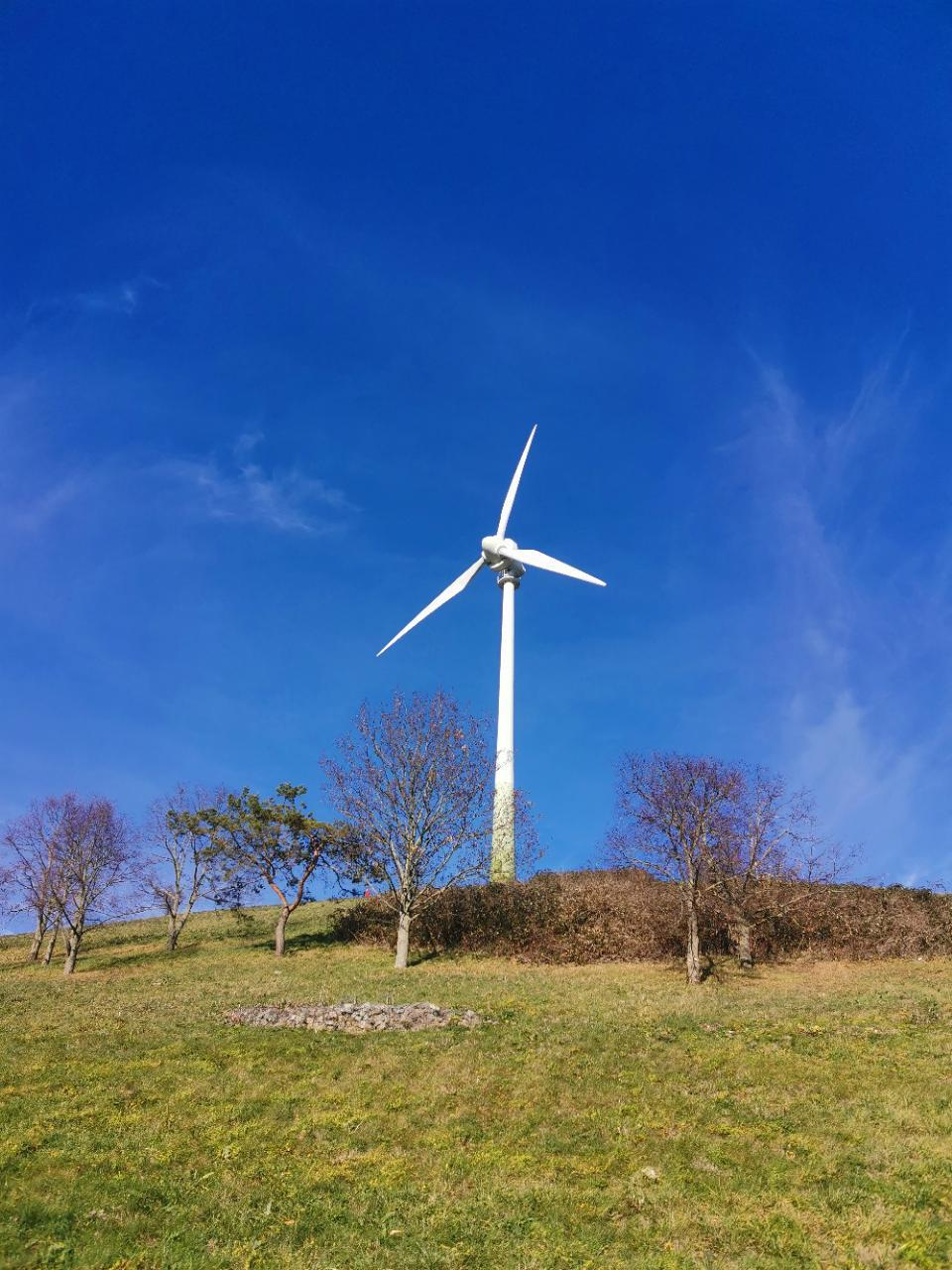
Windkraftanlage im von unten
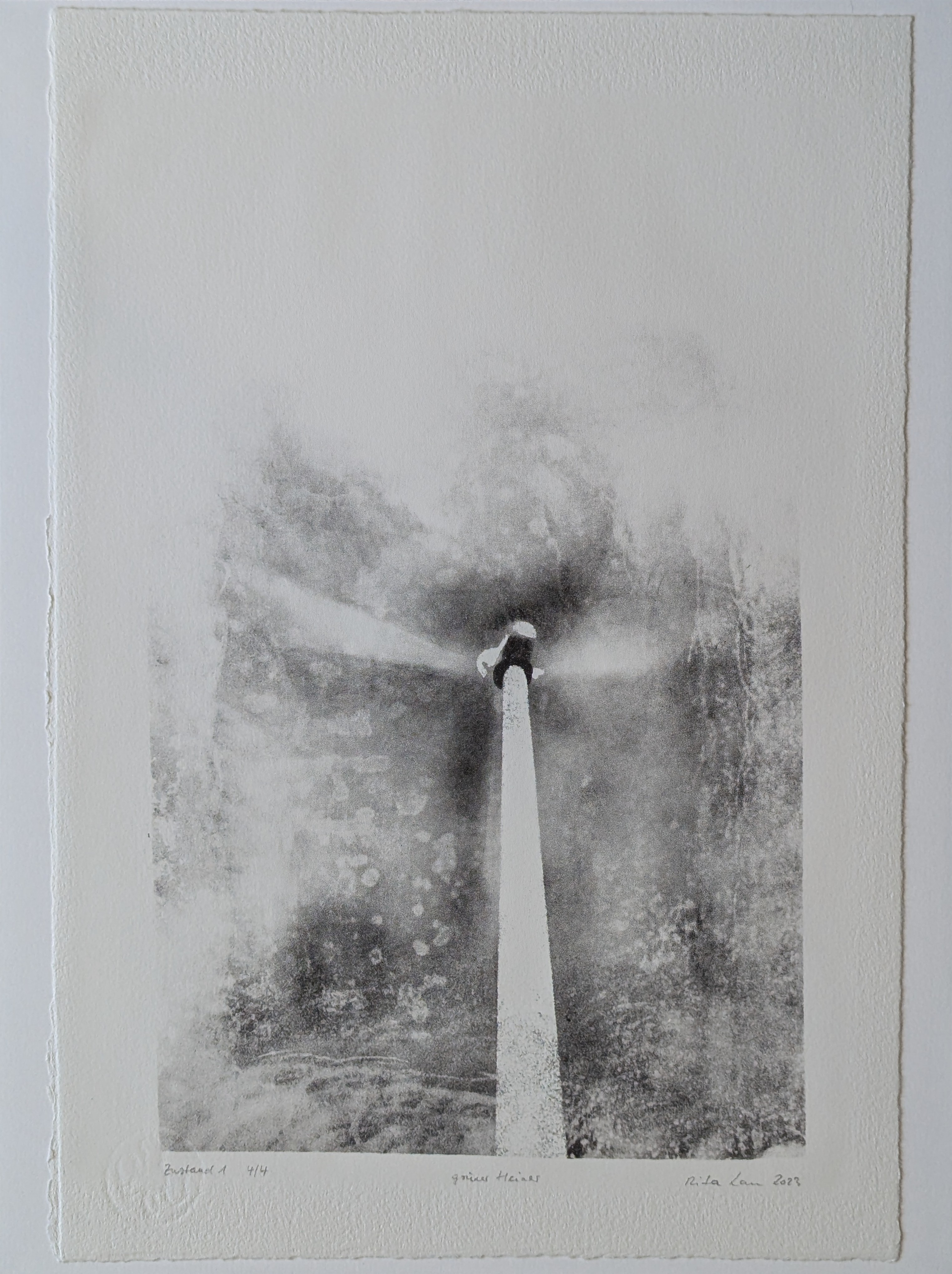
„Grüner Heiner“, Lithografie der Windkraftanlage